# Bogumin
Bogumin (cz. Bohumín, niem. Oderberg) – miasto na Śląsku Cieszyńskim w Czechach, w kraju morawsko-śląskim przy granicy z Polską. Położone jest przy ujściu Olzy do Odry, w Kotlinie Ostrawskiej.
Obecny organizm miejski jest wynikiem połączenia mającego swe korzenie w XIV wieku Bogumina (obecnie Stary Bogumin) z wyrosłym w XIX wieku wokół stacji kolejowej przemysłowym Nowym Boguminem oraz kilku okolicznych gmin, po raz pierwszy w 1949 roku.
Bogumin leży w Kotlinie Ostrawskiej, w najbardziej na północny zachód wysuniętej części Śląska Cieszyńskiego, a zarazem na najniżej położonym jego obszarze, którym jest ujście Olzy do Odry (189 m n.p.m.). Najwyższym punktem miasta jest zaś Zabłocki Kopiec (248 m n.p.m.).

## Dzielnice Bogumina
Miasto składa się z siedmiu dzielnic, które niegdyś były osobnymi miejscowościami:
- Nowy Bogumin
- Stary Bogumin
- Skrzeczoń
- Zabłocie
- Pudłów
- Wierzbica
- Szonychel

## Historia

### Średniowiecze
Dzieje Bogumina sięgają pierwszej połowy XIII wieku, kiedy przy brodzie rzecznym, na skrzyżowaniu szlaków handlowych – solnego z Krakowa na Morawy i bursztynowego z Węgier nad Bałtyk – powstała osada targowa Bogun (dzisiejsza dzielnica Stary Bogumin). Ulokowana została na przeprawie przez rzekę Odrę, po której drugiej stronie stał związany z osadą gród strzegący przeprawy. Pierwsza wzmianka o tej miejscowości pochodzi z 1256 roku. Znajdowała się wtedy w granicach piastowskiego księstwa opolsko-raciborskiego, po jego podziale w 1281 stała się częścią księstwa raciborskiego (do 1336 piastowskiego, potem przemyślidzkiego). W 1291 wzmiankowana została tutejsza parafia katolicka. W 1292 w dokumencie, wspominającym bogumiński kościół parafialny należący do benedyktynów z klasztoru w Orłowej, po raz pierwszy pojawia się niemiecka nazwa Oderberg (dosł. „gród nad Odrą”), co znaczy, że już wtedy zamieszkiwali tu niemieccy koloniści. Również w Liber fundationis episcopatus Vratislaviensis Bogumin wymieniony jest w szeregu wsi położonych w okolicy Żor i Wodzisławia (ville circa Zary et Wladislaviam) w podobnej formie Odirbergk. Inny dokument z 1305 wspomina o karczmie w Boguminie, w której potwierdzano ważne transakcje. Osada była więc jedną z ważniejszych w strukturach kasztelanii. Pierwsza informacja o Boguminie jako mieście pochodzi z roku 1373, kiedy Bogumin był miasteczkiem. Wtedy książę raciborski Jan I sprzedał Bogumin rodowi Baruthów, którzy na przeciwnym brzegu Odry zbudowali zamek obronny Baruthswerde (na terenie dzisiejszych Chałupek), wokół którego wyrosło przedmieście połączone z miastem w połowie XV wieku drewnianym mostem (poprzednik obecnego mostu z 1899 roku). W 1422 Bogumin otrzymał prawa miejskie. Był niewielkim miastem, a jego zabudowa ograniczała się do drewnianych domostw wokół rynku i jego najbliższej okolicy.
Spośród pozostałych wsi tworzących dzisiejszy Bogumin, najstarsze są Zabłocie i Wierzbica – po raz pierwszy wzmiankowane były w 1229 roku. Pierwsza wzmianka o Skrzeczoniu pochodzi z około 1305 roku, o Pudłowie z 1428, o Kopytowie pochodzi z 1480, a o Szonychlu z 1486.

### XVI–XVII wiek
Część z tych wsi podlegała zwierzchności w stosunku do Bogumina. W XV wieku Bogumin stał się siedzibą tzw. państewka bogumińskiego do którego należały m.in. Pudłów, Kopytów i Szonychel. Z kolei Wierzbica należała kolejno do państewek frysztackiego, hermanickiego i ostrawskiego. Podobnie Skrzeczoń ciążył ku innym ośrodkom, należał najpierw do państewka frysztackiego, a potem niemieckolutyńskiego. Jego właścicielami byli Larischowie. Natomiast Zabłocie należało do klasztoru orłowskiego, a potem kolejno do związanego z Ostrawą Sedlnickiego, Sobka z Kornic i Gaszyna.
Na początku XV wieku wybuchł spór o ziemię bogumińską między książętami raciborskimi a cieszyńskimi. Na mocy umowy z 1407 trafiła ona w ręce tych pierwszych. Właścicielem miasta i zamku został Jan II Żelazny, który dwa lata później (1409) sprzedał je Tworkowskim. W roku 1423 dobra kupił Jan Bielik z Kornic. Jego potomkowie, władający do 1451, poszerzyli je o Zabełków, Odrę, Lhotę i Pudłów. Kolejnymi właścicielami byli: Jan z Cymburka (1451−1473), Jan z Wierzbna (1473−1482) oraz Jan Burzej z Kalwowa (1482−1485). Po jego śmierci Bogumin powrócił do książąt raciborskich, którzy ponownie wygrali spór z władcami Cieszyna. Ostatni z nich, Walentyn, w 1521 sprzedał go księciu opolskiemu Janowi II Dobremu, a ten pięć lat później Jerzemu Hohenzollernowi. Sam Bogumin posiadał w tym czasie również silne związki z położonym na północ od miasta Wodzisławiem, a parafia bogumińska aż do końca XVIII w. należała do dekanatu wodzisławskiego.
Hohenzollernowie, którzy przyjęli wiarę luterańską, władali dobrami bogumińskimi blisko sto lat, do roku 1620, kiedy odebrali je im Habsburgowie. W 1623 trafiły w ręce Łazarza I Starszego Henckel von Donnersmarck. W 1697 za rządów jego praprawnuka, Jana Ernesta, ziemia bogumińska uzyskała status państwa stanowego niższego rzędu.

### XVIII–XX wiek
W roku 1742 na mocy pokoju wrocławskiego kończącego I wojną śląską Śląsk został podzielony między Prusy i Austrię. Przy Habsburgach pozostał jedynie Śląsk Cieszyński i Opawski, a nowa granica biegła m.in. na rzece Odrze. Bogumin uległ podziałowi – północna część miasta wraz z zamkiem utworzyła nową miejscowość Annogród (Annaberg), dziś nosząca nazwę Chałupki. Austriacka część państwa bogumińskiego stanowiąca miasto Bogumin i trzy wsie: Kopytów, Pudłów i Szonychel, w 1743 została sprzedana Karolowi Lichnowskiemu, w 1803 trafiła w ręce rodu Gusnarów, a w 1831 stała się własnością Rudnickich. Część pruska, do której oprócz Chałupek należały Rudyszwałd, Zabełków, Olza, Odra, Bełsznica, Gorzyce i Uchylsko, była we władaniu Hencklów von Donnersmarck do roku 1803, kiedy na Janie Erdmannie ród ten wygasł.
W dniu 7 lipca 1819 roku w Boguminie podpisano tzw. protokół bogumiński – dokument systematyzujący zagadnienia związane z regulacją rzeki Odry, którego założenia realizowano w zasadzie do połowy XX wieku.

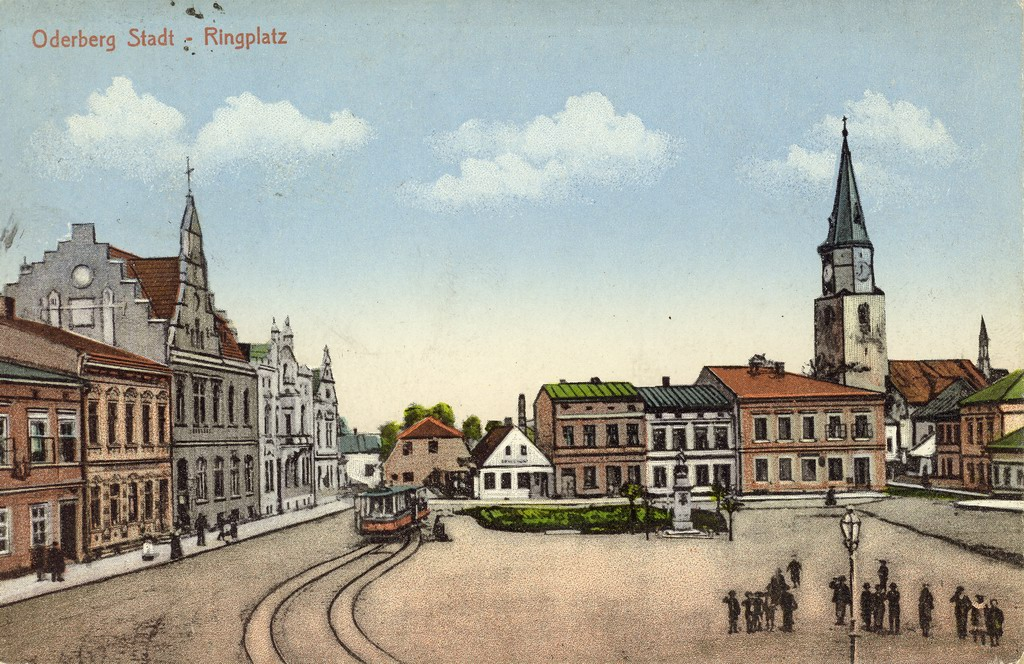
Rynek w Starym Boguminie

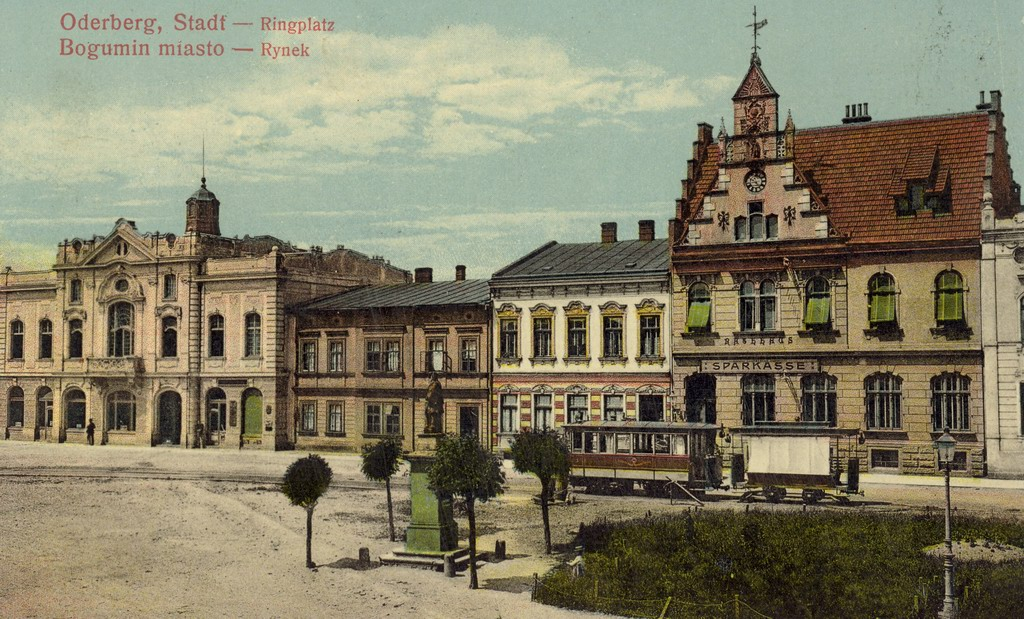
Rynek w Starym Boguminie z nowym ratuszem

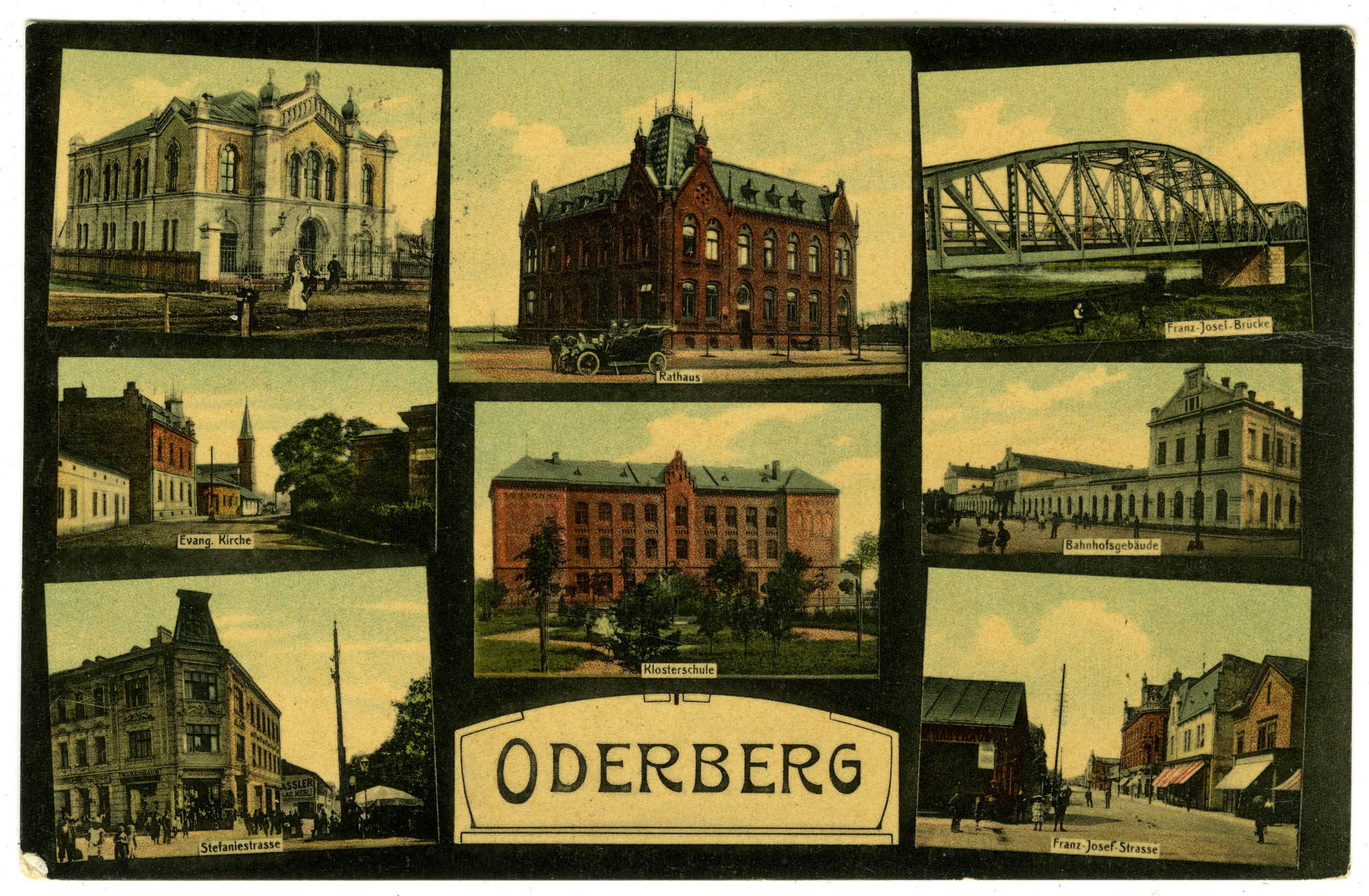
Pocztówka z Bogumina z roku 1909

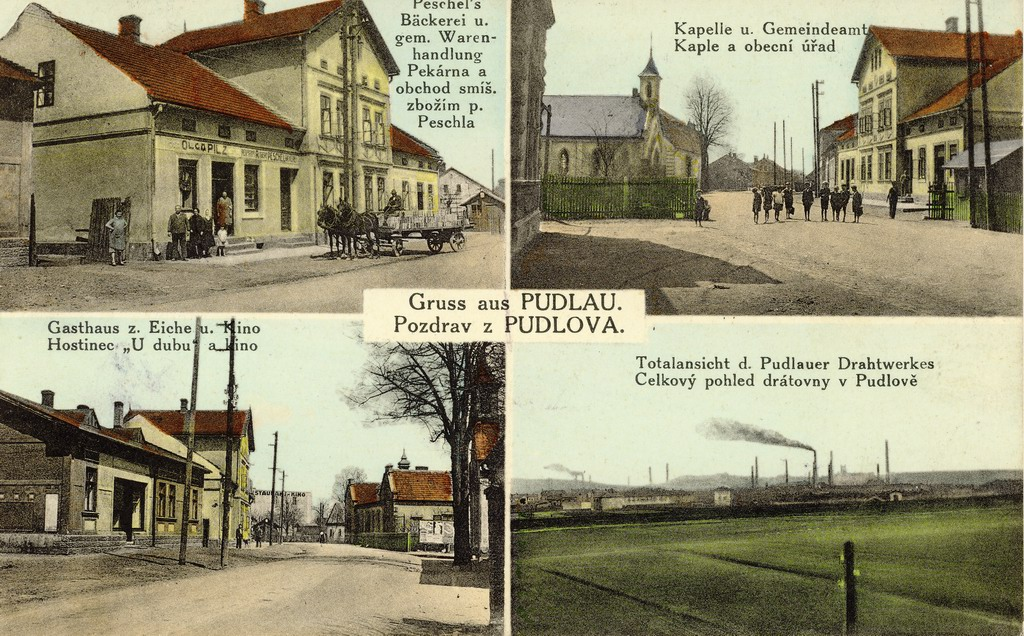
Pocztówka z Pudłowa

W latach 40. XIX wieku rozpoczęto budowę C.K. Uprzywilejowanej Kolei Północnej Cesarza Ferdynanda łączącej Wiedeń z Krakowem. Trasa miała biec m.in. przez Bogumin. Jednak ze względu na sprzeciw radnych oraz postawę proboszcza, który nie chciał oddać pod linię kolejową gruntów kościelnych zdecydowano się usytuować stację ok. 3 km na południe, w granicach wsi Szonychel, na leśnych terenach należących do rodu Rudnickich. Pierwszy pociąg przyjechał tu z Lipnika nad Beczwą w 1847 roku. Wkrótce stacja kolejowa w Boguminie stała się znaczącym węzłem kolejowym – w 1848 powstała Kolej Wilhelma przez Racibórz do Koźla, gdzie łączyła się z trasą Berlin-Wrocław-Katowice (w tamtych czasach było to najkrótsze kolejowe połączenie Berlina z Wiedniem), a w latach 1869–1872 wybudowano drugą ważną linię kolejową na Śląsku Cieszyńskim: Kolej Koszycko-Bogumińską (Bogumin-Cieszyn-Trzyniec-Żylina-Poprad-Preszów-Koszyce).
W 2 poł. XIX wieku powstały liczne murowane budynki przy rynku w Boguminie. Stary ratusz z 1802 zburzono w roku 1900, wcześniej stawiając nowy (do dzisiaj istniejący). W tym samym wieku przy rynku powstał też pałac właścicieli miasta, którzy wykupili i scalili trzy kamienice mieszczańskie. W końcu lat 90. XIX wieku zbudowano most żelazny przez Odrę nazwany Mostem Jubileuszowym Cesarza Franciszka Józefa I. Rzeka była żeglowna po pracach regulacyjnych prowadzonych od końca XVIII wieku i budowie wałów.
W połowie XIX wieku państewko bogumińskie z sześcioma folwarkami przejął od Rudnickich Leopold von Heydebrandt. Ten doprowadził majątek do ruiny finansowej i licytacji, po czym nabył go żydowski przedsiębiorca. Kolejnymi właścicielami byli Mattencloitowie z Orłowej i ostatecznie w 1886 Larischowie, którzy przyłączyli je do swych potężnych włości karwińskich.
Budowa linii i stacji kolejowej spowodowała burzliwy rozwój przemysłu i eksplozję demograficzną. Wokół dworca zaczęła wyrastać nowa osada, nazwana Nowym Boguminem (formalnie tworzące z Szonychlem jedną gminę o dość sztucznie brzmiącej nazwie Szonychel-Bogumin-dworzec). Mimo iż powstała ona na nieużytkach, osuszonych mokradłach i wykarczowanych lasach, w krótkim czasie nabrała ona miejskiego charakteru i zdystansowała zarówno macierzystą wieś Szonychel, jak i stare miasto Bogumin (zwane odtąd Starym Boguminem). Według spisu ludnościowego w 1900 roku w Nowym Boguminie mieszkało 4254 osób, podczas gdy w Starym Boguminie 1888, a w Szonychlu 562. W latach 90. XIX wieku na gruntach podarowanych przez Henryka hrabiego Larisch-Mönnich, powstał zespół neogotyckich budowli – ratusz, gmach szkół niemieckich, kościół katolicki, kościół ewangelicki, klasztor sióstr Notre-Dame. Tym stylem architektonicznym miasto wyróżnia się spośród reszty Śląska Cieszyńskiego, przypominając raczej miasta górnośląskie. W 1887 zbudowano Most Skrzeczoński, a w 1902 wydłużono stalową kładkę nad torowiskiem. Powstał też szpital epidemiologiczny. W roku 1902 Nowy i Stary Bogumin połączyła wąskotorowa linia tramwajowa (najpierw parowa, potem elektryczna), która stała się zalążkiem rozległej (65 km) potem międzymiastowej sieci tramwajowej (z Nowego Bogumina można było dojechać do Ostrawy, Karwiny czy Orłowej).
Miejscowości tworzące dzisiejszy Bogumin w XIX wieku stały się również, jak przystało na Zagłębie Ostrawsko-Karwińskie, ośrodkami przemysłowymi. Do najważniejszych zakładów na tym terenie należały: rurownia Hahna i Eisnera w Nowym Boguminie, druciarnia Morawskośląskiej Spółki Przemysłu Drucianego w Pudłowie, fabryka chemiczna Goldschmieda w Nowym Boguminie, rafineria olei mineralnych hrabiego Larisch-Mönnich w Nowym Boguminie, fabryka mydła i świeczek w Starym Boguminie, rafineria smoły sosnowej Weinreba w Nowym Boguminie, przetwórnia ryb morskich Kallego w Pudłowie oraz cegielnie w Zabłociu, Nowym Boguminie i Skrzeczoniu. Budowa tych ośrodków przemysłu wiązała się ze wzrostem ludności w tych miejscowościach. W latach 1850–1930 liczba mieszkańców Pudłowa i Szonychla wzrosła kilkanaście razy. W roku 1900 Skrzeczoń liczył prawie 2000 mieszkańców, a Pudłów ponad 2300.
7 lipca 1907 roku w miejscowości zawiązało się regionalne gniazdo Polskiego Towarzystwa Gimnastycznego „Sokół” utworzone w 1920 roku z inicjatywy Jana Kłoska oraz Stanisława Wiśniewskiego, które liczyło początkowo 30 członków. Prezesem organizacji był Kazimierz Rychłowski, a naczelnikiem Jan Kłosak. W 1910 roku organizacja osiągnęła liczbę 90 członków. Przestała istnieć w 1920 roku kiedy miasto wcielono do Czech.

### Dwudziestolecie międzywojenne
Po upadku Austro-Węgier i podziale Śląska Cieszyńskiego w 1920 roku, cały obszar dzisiejszego Bogumina znalazł się w granicach Czechosłowacji, przy czym Olza stanowiła granicę czechosłowacko-polską, a Odra – czechosłowacko-niemiecką. W 1924 roku Szonychel-Bogumin-dworzec oficjalnie przemianowano na Nowy Bogumin i nadano mu prawa miejskie. W okresie międzywojennym Bogumin nadal się rozwijał. Na terenie dzisiejszego miasta istniało wtedy 160 sklepów, 7 hurtowni, 90 warsztatów, 29 jednostek spedycyjnych i biur podróży. Obecność ważnego węzła kolejowego podnosiła wartość strategiczną miasta w ewentualnych konfliktach. W latach 1935–1938 w rejonie Bogumina powstało siedem fortów piechoty będących częścią czechosłowackich umocnień wojennych budowanych wzdłuż granicy z Niemcami na wypadek ewentualnej wojny. W mieście istniał także garnizon wojskowy.
W październiku 1938 roku obszar Bogumina wszedł w skład Polski, przy czym jego zajęcie zostało odwleczone w czasie na prośbę strony czeskiej, która obawiała się wkroczenia Niemców (czego obawiali się również Polacy, a prośba Czechów wywołała mylne pogłoski o wystąpieniach niemieckich bojówek w mieście). Administracyjnie został przyłączony do województwa śląskiego. W tym czasie istniało tu gimnazjum, do którego uczęszczała też młodzież z południowej części ówczesnego powiatu rybnickiego. Po zajęciu przez Polskę stacjonował w miejscowości komisariat Straży Granicznej.
We wrześniu 1939 z kolei znalazł się pod okupacją III Rzeszy. W trakcie II wojny światowej działał tu tzw. Polenlager, Zginęło wówczas wielu mieszkańców, a spośród 500 Żydów ocalało tylko kilkunastu. W sierpniu 1944 bogumiński węzeł kolejowy został zbombardowany przez lotnictwo alianckie – na szczęście samo miasto ani cenny budynek dworcowy nie ucierpiały. W 1945, po zajęciu przez Armię Czerwoną, dzisiejszy Bogumin powrócił do Czechosłowacji.

### Okres powojenny
W 1949 Nowy Bogumin (w tym Szonychel), (Stary) Bogumin, Pudłów, Wierzbicę, Skrzeczoń i Zabłocie połączono w jeden organizm miejski o nazwie Bogumin (połączono je de facto już w 1940 roku przez hitlerowców). Jego historia nie trwała jednak długo, bowiem w 1954 usamodzielniła się Wierzbica, a w 1960 przywrócono stan sprzed 1949 roku. Ponowne, tym razem ostateczne, połączenie tych miejscowości nastąpiło 1 marca 1973 roku.
Rozwój przestrzenny Bogumina w II poł. XX wieku skupił się na zagęszczaniu Nowego Bogumina, zabudowanego dość nieregularnie i pełnego niezagospodarowanych parceli. Stąd też brak charakterystycznych dla okolicznych miast wielkich, samowystarczalnych blokowisk. W latach 1968–1973 stopniowo zlikwidowano wszystkie trzy biegnące przez Bogumin linie regionalnych tramwajów, czym dobiegła końca historia tego środka transportu w mieście. Była to najdłużej czynna linia tramwajowa w Zagłębiu Ostrawsko-Karwińskim. Tragicznie w historii miasta zapisał się rok 1997 – podczas tzw. powodzi tysiąclecia pod wodą znalazło się ponad 80% powierzchni miasta.
Miasto przecina wybudowana w latach 2004–2012 czeska autostrada D1, której kontynuacją po polskiej stronie jest autostrada A1.

## Gospodarka
W mieście rozwinął się przemysł chemiczny, materiałów budowlanych, spożywczy oraz hutniczy.

## Ludność
W 1910 obszar współczesnego Bogumina obejmowało 5 ówczesnych gmin: Oderberg Stadt (Stary Bogumin i Pudłów), Schönichel (Nowy Bogumin i Szonychel wraz z Kopytowem), Skretschon (Skrzeczoń), Wirbitz (Wierzbica) i Zablacz (Zabłocie). Łącznie zamieszkiwało je 19572 osób (co dawało gęstość zaludnienia ok. 639 os./km²), z czego 18312 było zameldowanych na stałe, 8646 (47,2%) było niemiecko-, 7638 (41,7%) polsko-, 2019 (11%) czesko- i 9 (0,1%) innojęzycznymi, 17606 (90%) było katolikami, 845 (4,3%) ewangelikami, 27 (0,1%) kalwinistami, 844 (4,3%) wyznawcami judaizmu a 250 (1,3%) innej religii lub wyznania.
Podczas II wojny światowej doszło do eksterminacji Żydów, a po wojnie do wysiedlenia ludności niemieckojęzycznej z terenów Czechosłowacji, w tym okolicznych Niemców sudeckich. Na ich miejsce przybyła nowa ludność z terenów całego kraju i przekrój etniczny tego obszaru znacznie się zmienił.
Według czeskiego spisu z 2001 miasto zamieszkiwało 23284 osoby (gęstość 750,6 os./km²), z czego 20314 (87,2%) było czeskiej, 1036 (4,5%) słowackiej, 756 (3,3%) polskiej, 276 (1,2%) morawskiej, 147 (0,6%) śląskiej, 74 (0,32%) niemieckiej, 64 (0,28%) romskiej narodowości oraz 15 Ukraińców i 7 Wietnamczyków. Osoby wierzące stanowiły 38,8% populacji (9041 os.), zaś największą grupą wyznaniową byli katolicy (7725 os., 85,4% wierzących).

## Zabytki
- Pomnik św. Jana Nepomucena w Starym Boguminie
- Domy na rynku w Starym Boguminie (Náměstí Svobody 37, 43 i 45)
- Kościół Narodzenia Maryi Panny w Starym Boguminie z otoczonym kultem obrazem Matki Boskiej Różańcowej Starobogumińskiej
- Kaplica Wszystkich Świętych z 1901 na cmentarzu komunalnym w Starym Boguminie
- Kaplica pw. Świętego Krzyża zwana „Pustynia” z 2 poł. XVIII w. w Starym Boguminie
- Kaplica Anioła Stróża z 1831 na byłym cmentarzu cholerycznym w Starym Boguminie
- schron czechosłowacki MO-S 5 w Starym Boguminie
- Dworzec w Boguminie – eklektyczny budynek z 1860 r.
- Stary ratusz w Nowym Boguminie z 1898 r.
- Nowy ratusz w Nowym Boguminie
- Kościół rzymskokatolicki pw. Boskiego Serca Pana z 1896 r. w Nowym Boguminie
- Kościół ewangelicko-augsburski z 1901 r. w Nowym Boguminie
- Kościół Matki Bożej Bolesnej w Skrzeczoniu
- Kaplica Najświętszej Maryi Panny w Szonychlu
- Kościół św. Katarzyny w Wierzbicy

## Transport

### Kolejowy
Bogumin jest ważnym węzłem kolejowym w Czechach. W mieście znajduje się dworzec kolejowy oraz stacja Bogumin. Przez miasto przebiegają linie kolejowe łączące Czechy ze Słowacją i Polską. Z Bogumina w kierunku Polski można dojechać pociągami osobowymi Kolei Śląskich (linia S71) oraz międzynarodowymi pociągami PKP Intercity i Leo Express.

### Drogowy
Przez Bogumin przebiega również autostrada D1, która na granicy państwowej z Polską w powiecie wodzisławskim łączy się z polską autostradą A1. Przez miasto przebiega również droga krajowa 58, łącząca się na granicy państwowej z drogą krajową 78.

### Przejścia graniczne
- Bohumin – Chałupki (drogowe)
- Bohumín – Nowe Chałupki
- Bohumín – Chałupki (kolejowe)

## Turystyka
Graniczne Meandry Odry to tereny ciągnące się wzdłuż Odry i Olzy, na północ i południe od Starego Bogumina i koło Zabłocia, które objęte zostały ochroną w ramach obszarów Natura 2000. Dwa, częściowo pokrywające się, to Heřmanský stav-Odra-Poolší i Heřmanický rybník, trzeci zaś to Meandry Dolní Odry – w granicach którego znajduje się pomnik przyrody Hraniční meandry Odry. Chronione są tu zakola rzeki, nadrzeczne łęgi, wilgotne łąki i żyjące w tym środowisku, zagrożone wyginięciem lub rzadko występujące zwierzęta: chrząszcze pachnica dębowa i zgniotek cynobrowy, motyle modraszek bagniczek i czerwończyk nieparek, słodkowodny małż szczeżuja wielka, ryba różanka, a także kumak górski i orzeł przedni.
Przez Bogumin przechodzą szlaki turystyczne i trasy rowerowe:
- czerwony pieszy szlak turystyczny: Bohumín – Jistebník (35 km)
- zielony pieszy szlak turystyczny: Chotěbuz – Havířov – Petřvald – Bohumín – Jakubčovice – Hradec nad Moravicí
- cyklotrasa nr 56: Pętla rowerowa Euroregionu Śląsk Cieszyński (89 km) którą tworzy z polską czerwoną trasą rowerową nr 24 (130 km)
- cyklotrasa nr 6257: Starý Bohumín – Louky nad Olší (41 km)
- cyklotrasa nr 6109: Starý Bohumín – Antošovice (4,4 km)

## Sport
Swoją siedzibę miał tu klub piłkarski Ruch Bogumin.

## Urodzeni w Boguminie[3]
- Milan Salajka (1928) – duchowny husycki, dziekan wydziału teologii husyckiej Uniwersytetu w Pradze, publicysta, wydawca
- Milan Šimečka (1930) – filozof, krytyk literacki
- Lubomír Man (1930) – pisarz (autor książki „Vysoký cíl”)
- Tomáš Pospíchal (1936) – piłkarz, srebrny medalista mistrzostw świata w Chile w 1962 r. (autor bon motu: „Fotbal nemá logiku”)
- Richard Konkolski (1943) – żeglarz czeski i amerykański, trzykrotnie samotnie opłynął Ziemię
- Alena Mrázová (1958) – czeska pisarka, tłumaczka i nauczycielka akademicka
- Pavel Srniček (1968) – piłkarz, reprezentant Czech
- Tereza Bebarová (1975) – aktorka („Ulice”, „Četnické humoresky”)
- Kateřina Kněžíkova (1982) – śpiewaczka operowa (sopran)

## Galeria

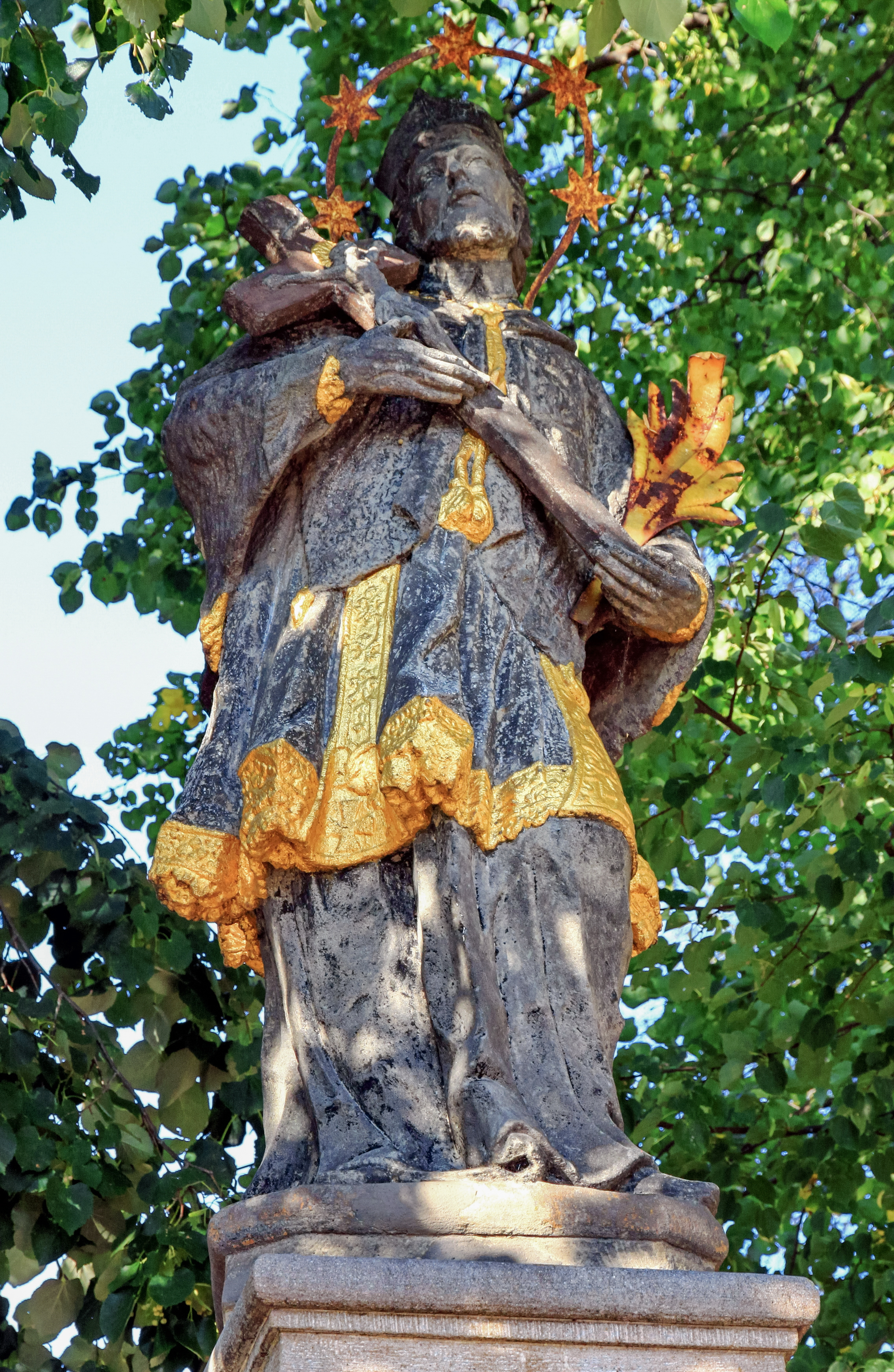
Pomnik św. Jana Nepomucena w Starym Boguminie
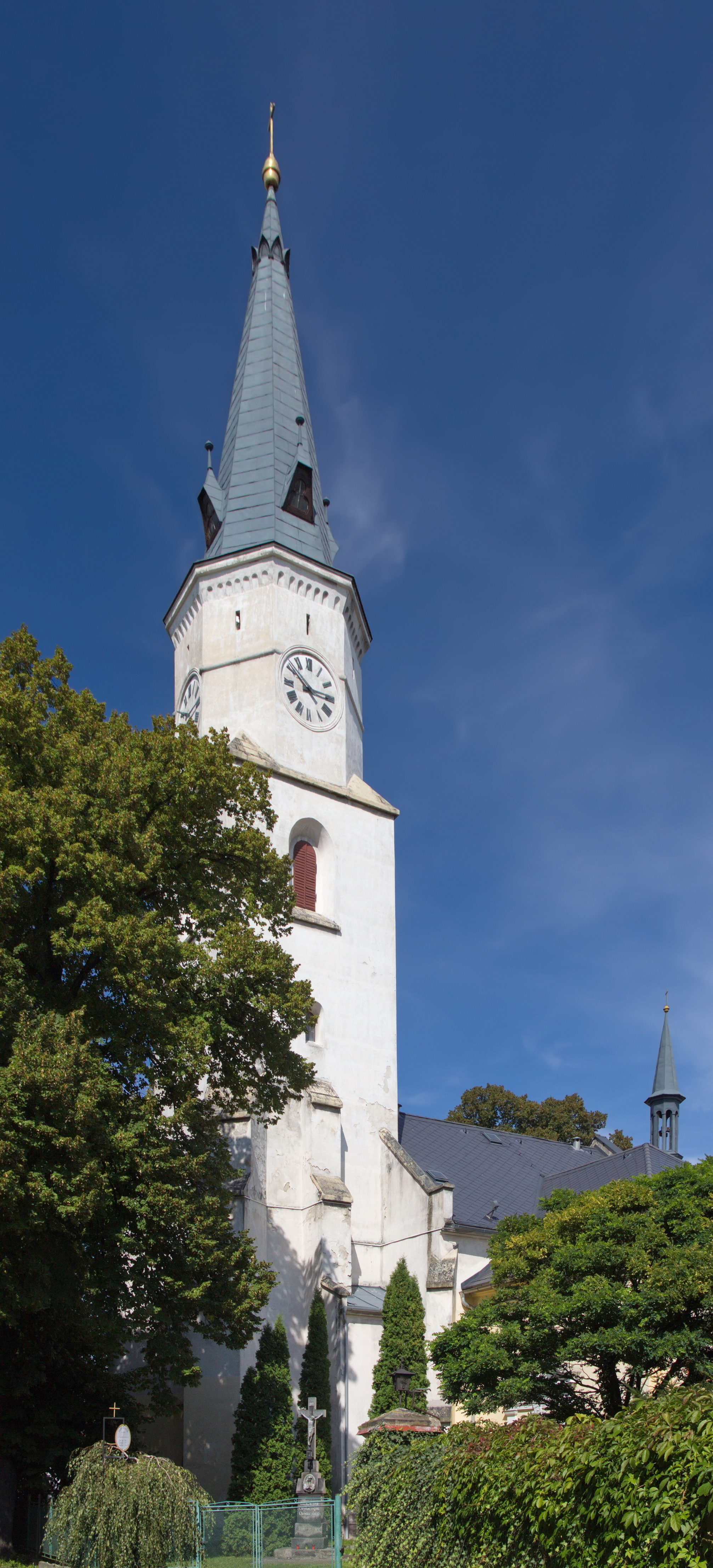
Kościół Narodzenia Najświętszej Marii Panny w Starym Boguminie
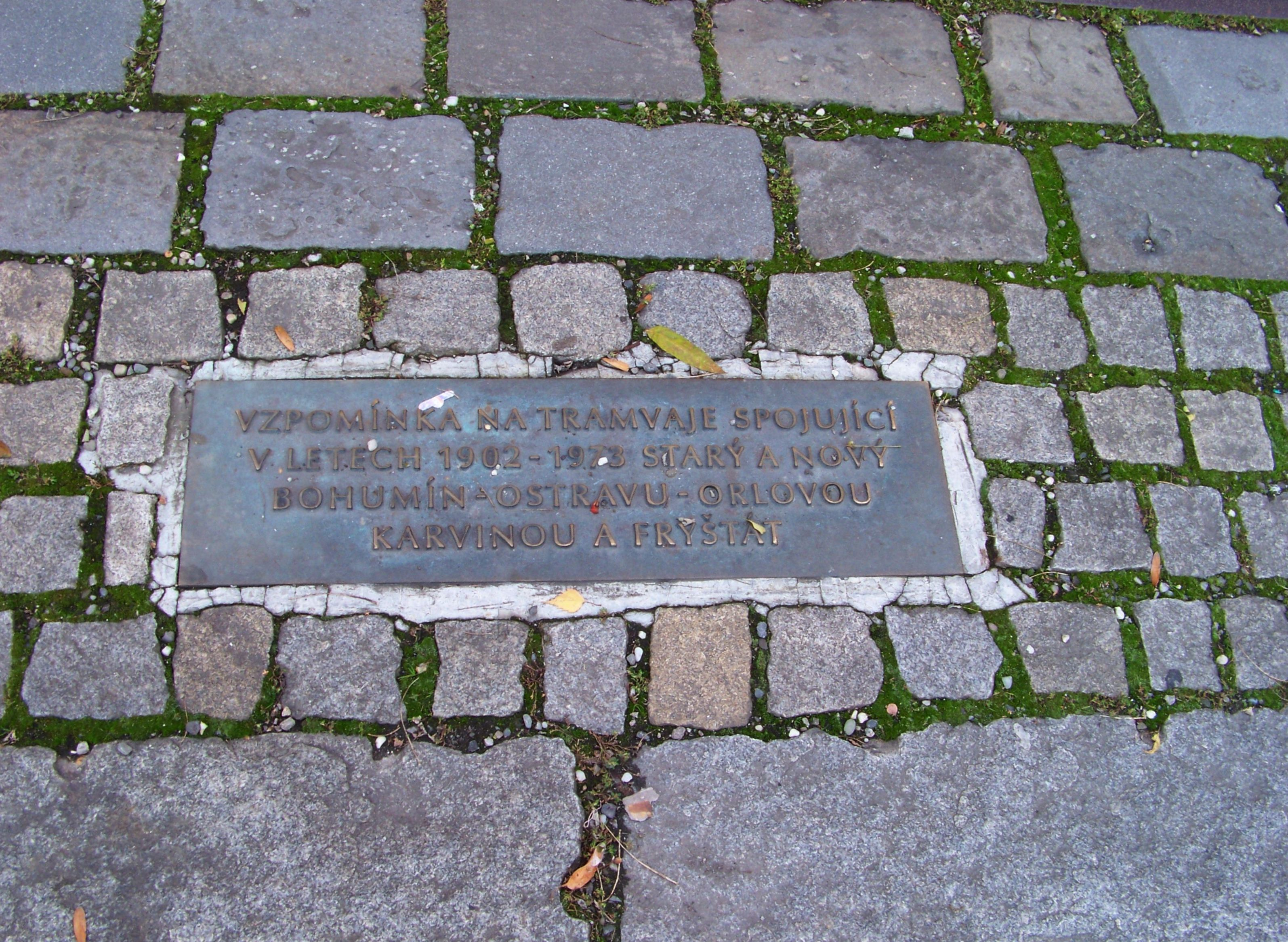
Tablica pamiątkowa na rynku w Starym Boguminie
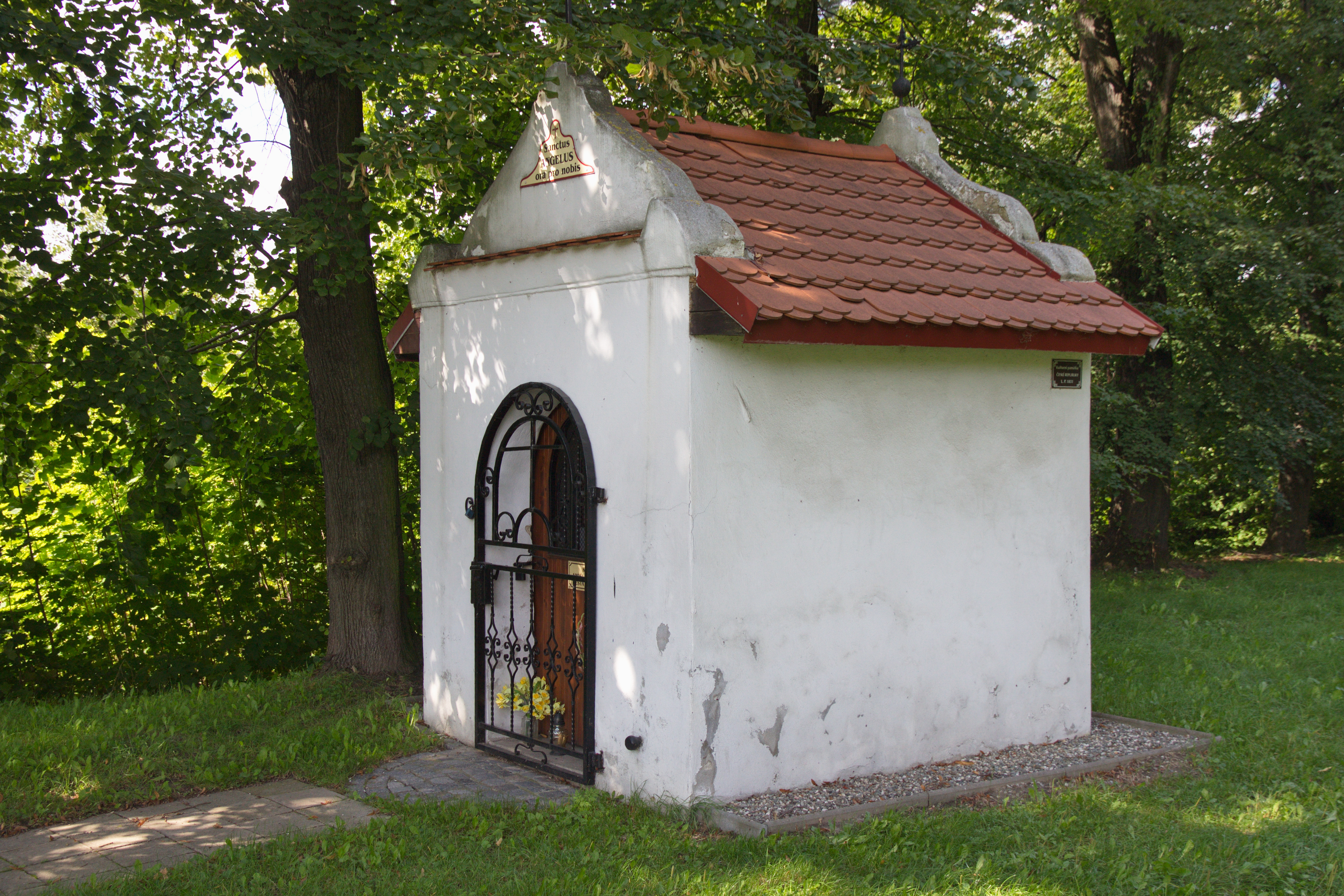
Kaplica Anioła Stróża, na byłym cmentarzu cholerycznym w Starym Boguminie
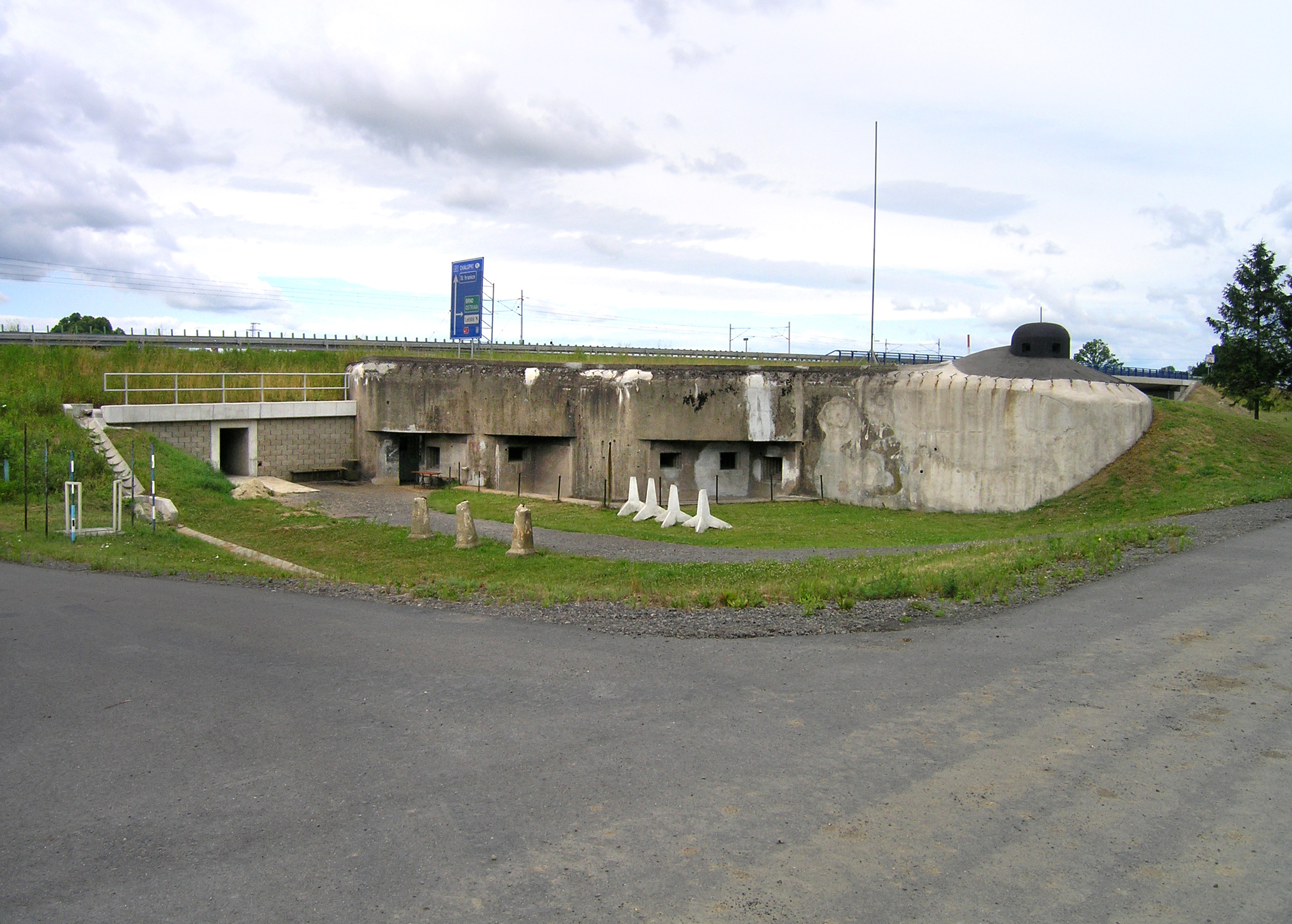
Schron czechosłowacki MO-S 5 w Starym Boguminie
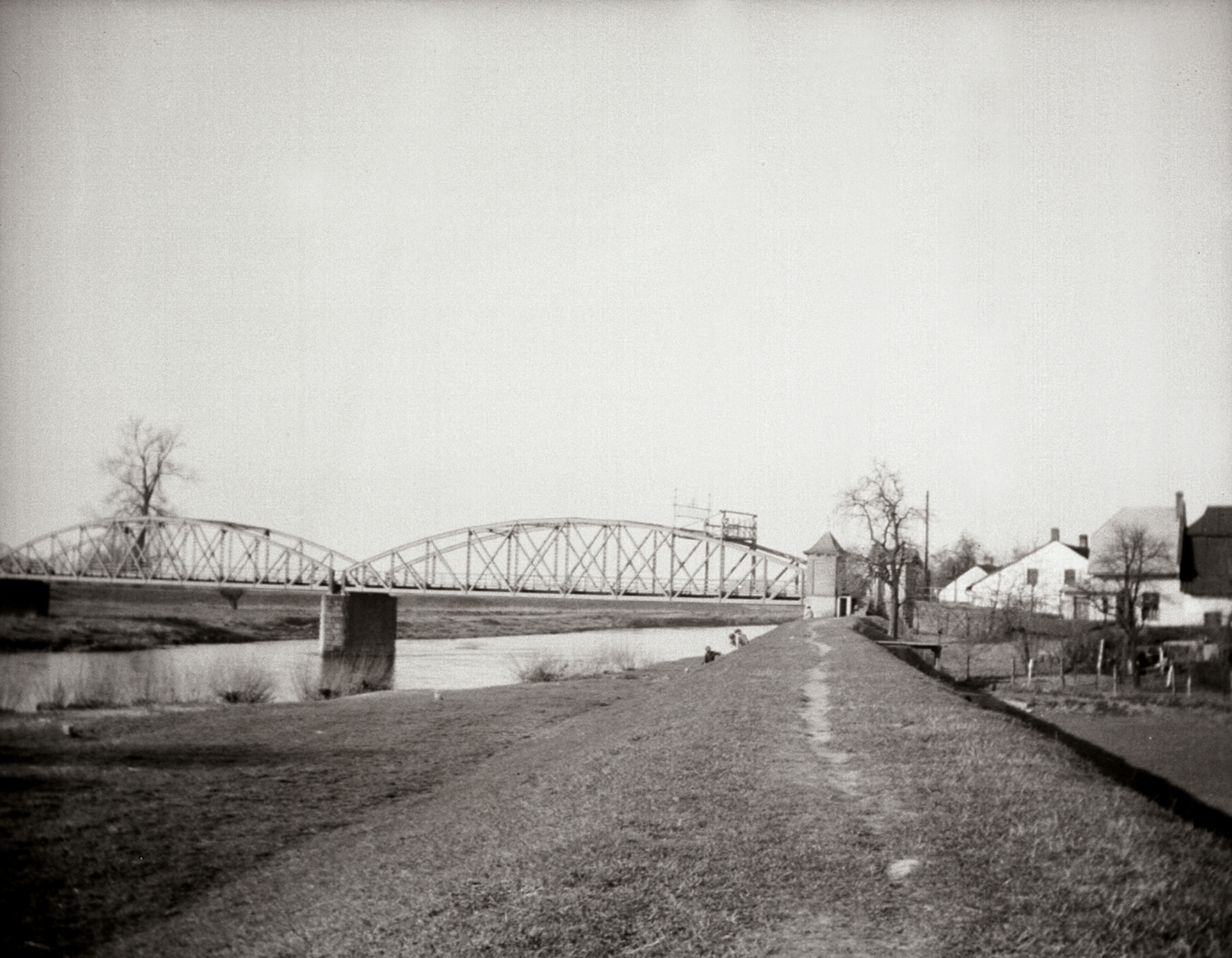
Stary Bogumin - most na Odrze łączący Stary Bogumin (Polska) z Annabergiem (Niemcy) (marzec 1939 r.)
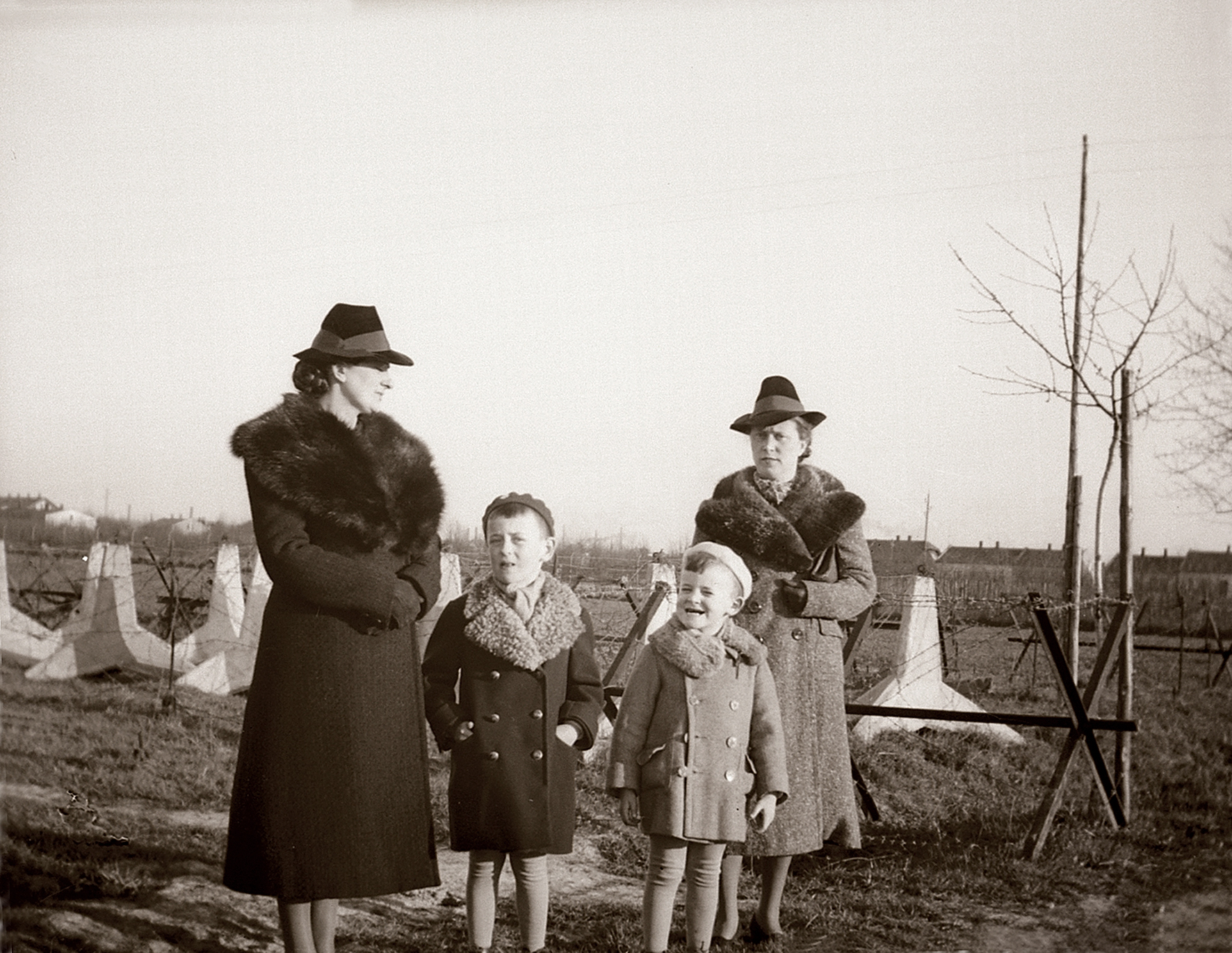
Stary Bogumin - za stojącymi osobami widać czeskie zapory przeciwczołgowe z 1936–1938 r. (marzec 1939)
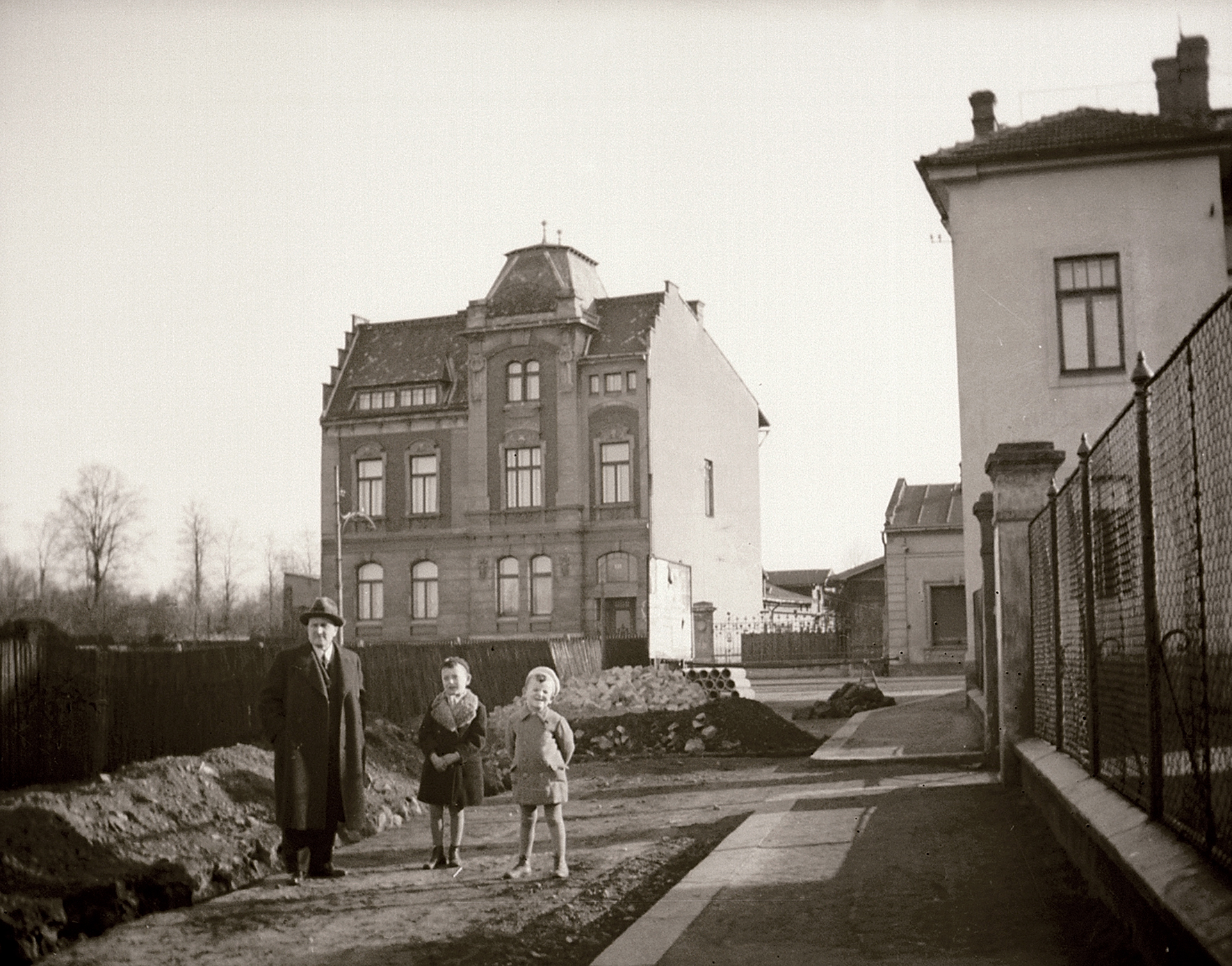
Stary Bogumin – rozkopana ul. Starobohuminská, w głębi dom przy ul. Slezskiej 131 (marzec 1939)
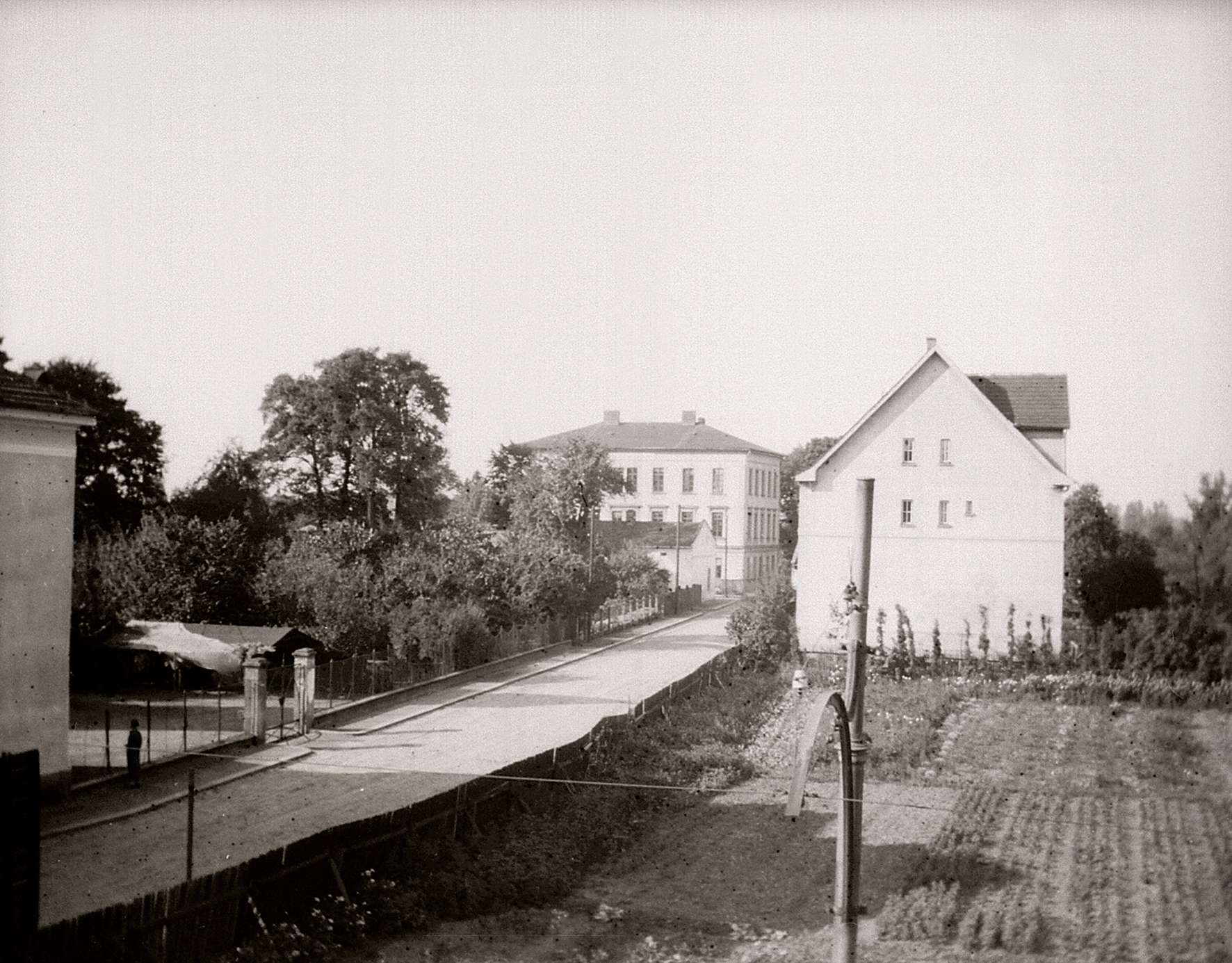
Stary Bogumin – widok na ul. Starobohuminską , w głębi budynek Szkoły Powszechnej – ul. Sokolovská 90 (lipiec 1939)
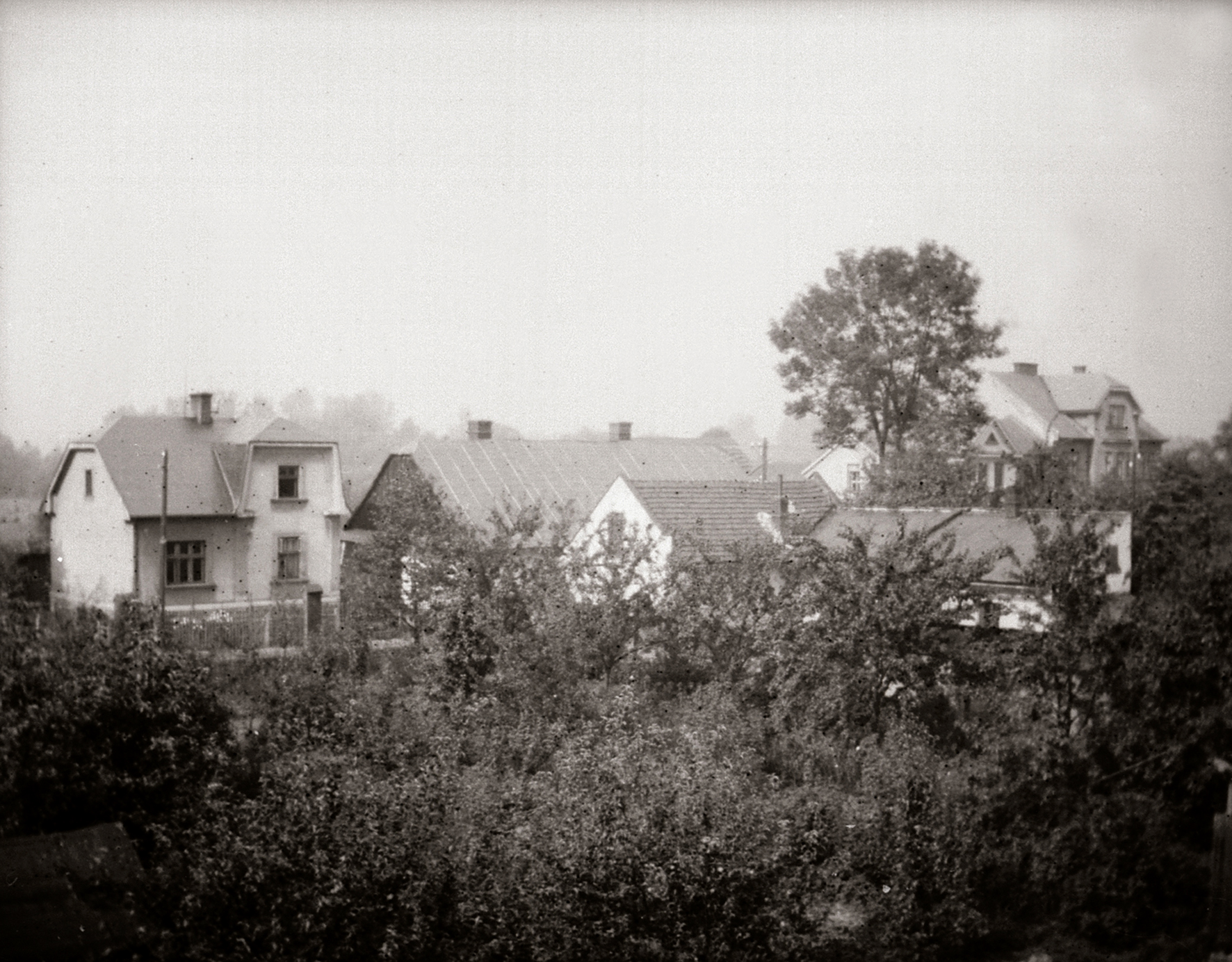
Stary Bogumin – ul. Malá – fragment (lipiec 1939)
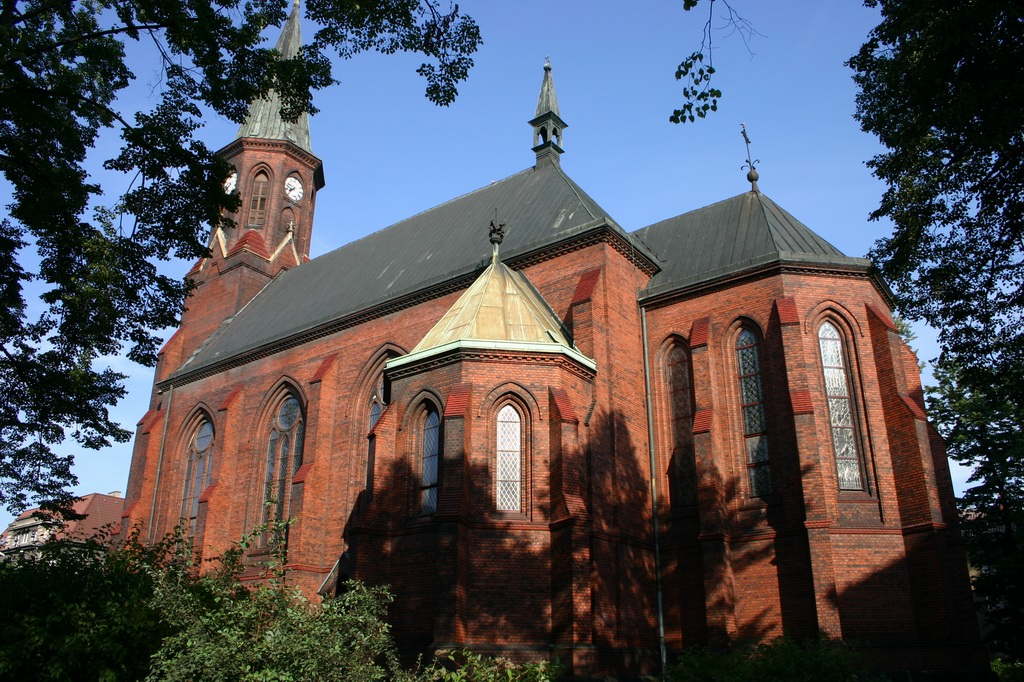
Kościół katolicki w Nowym Boguminie
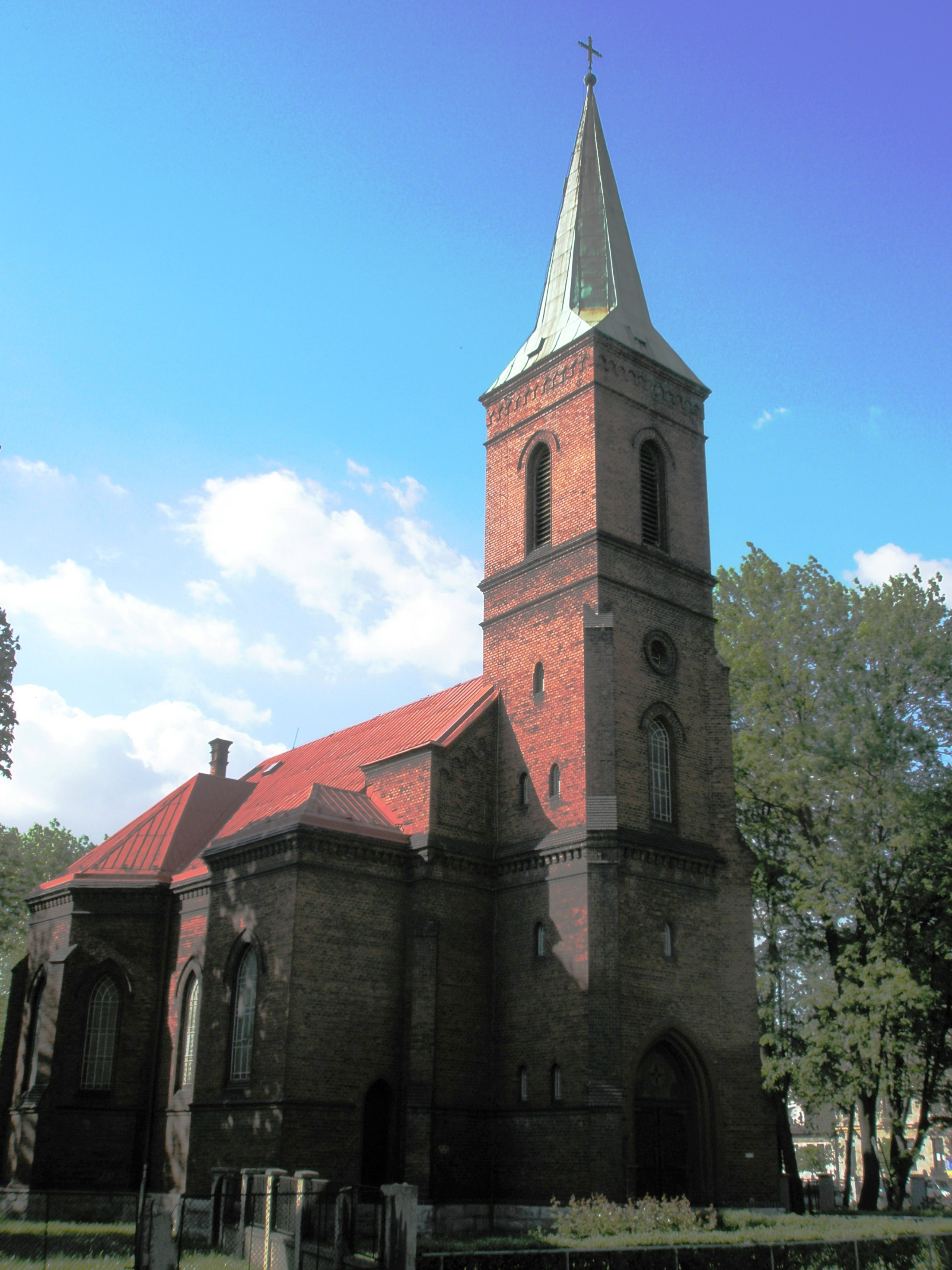
Kościół ewangelicko-augsburski w Nowym Boguminie
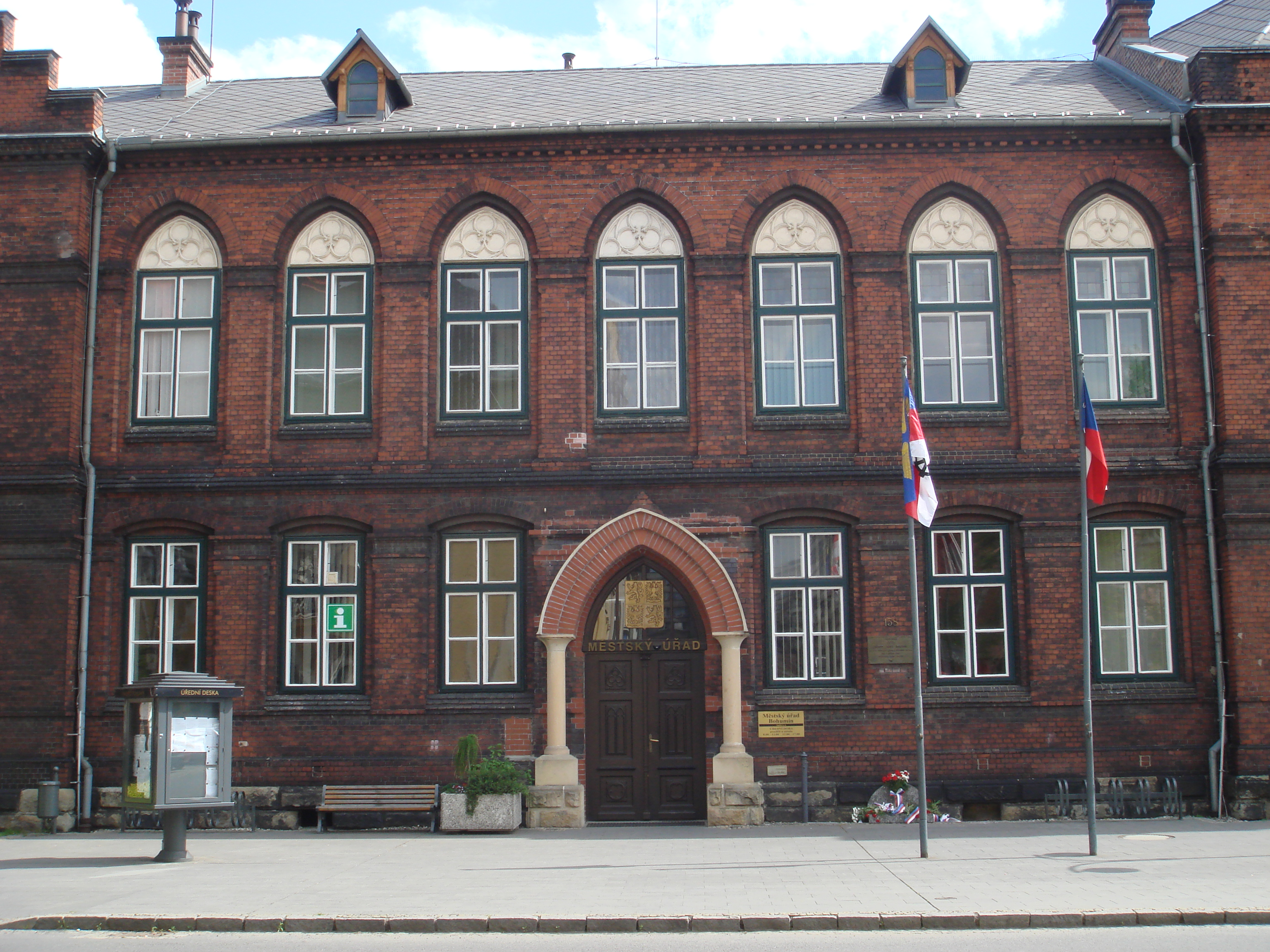
Urząd miasta
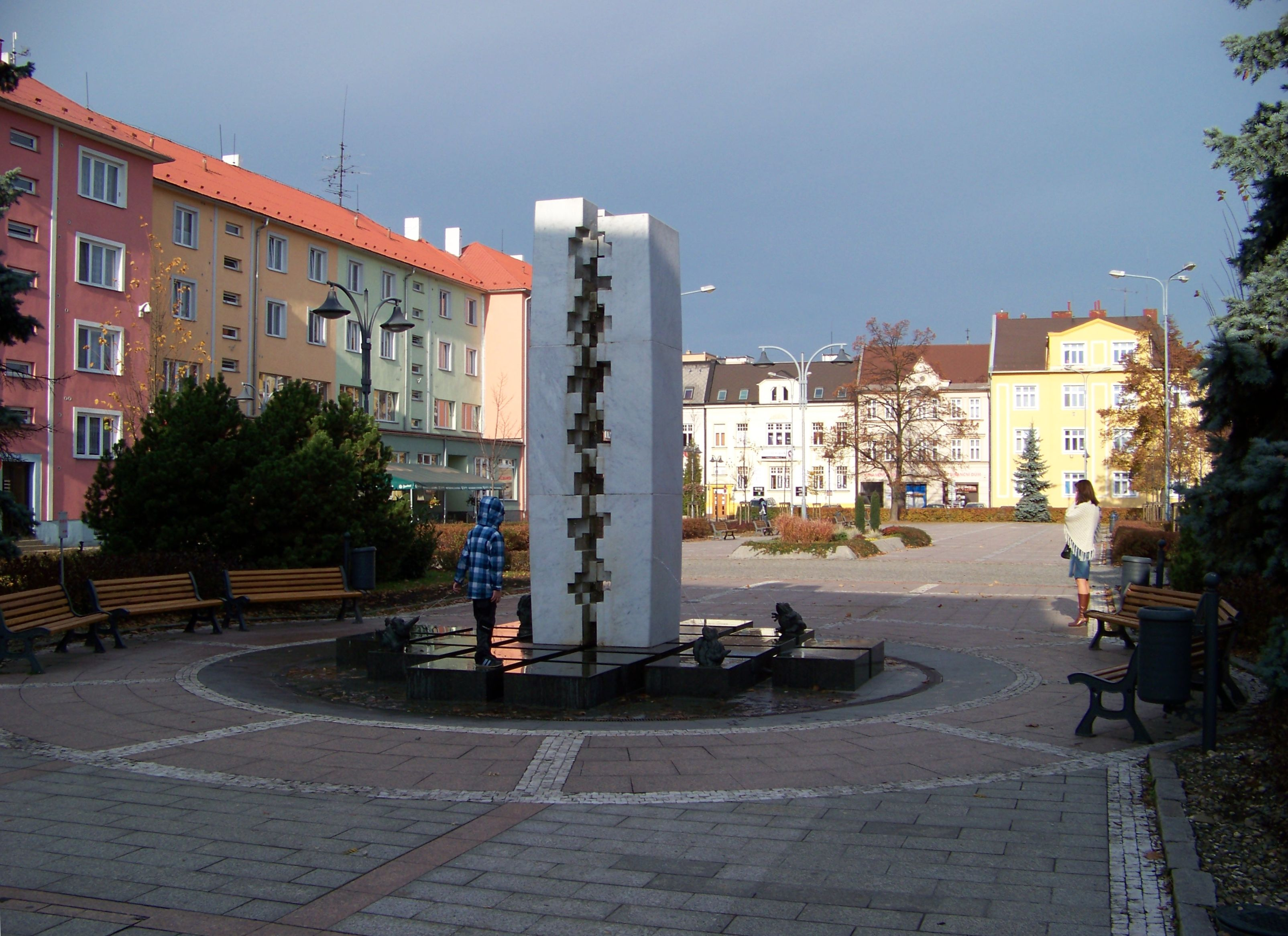
Fontanna na rynku w Nowym Boguminie
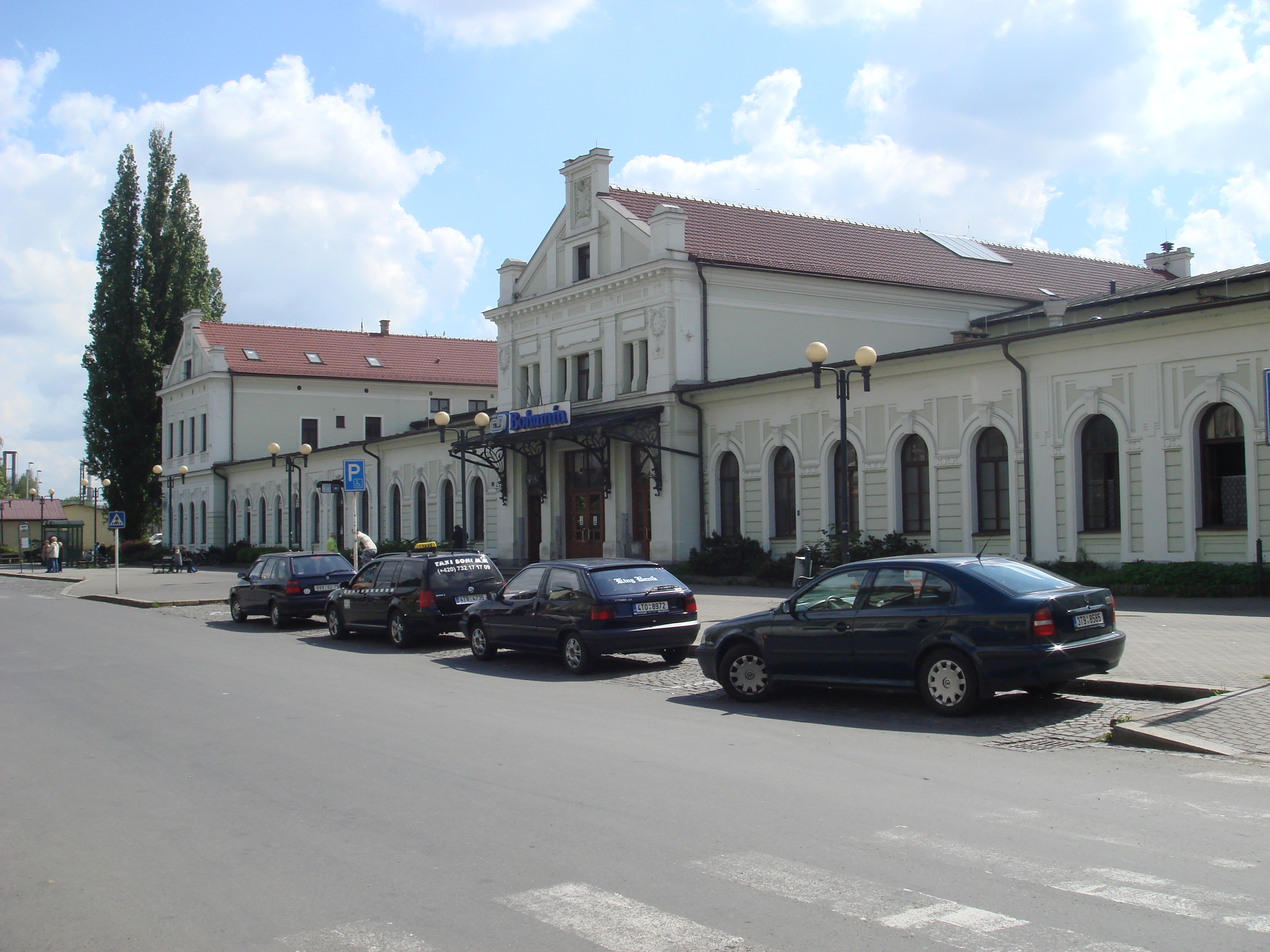
Dworzec kolejowy
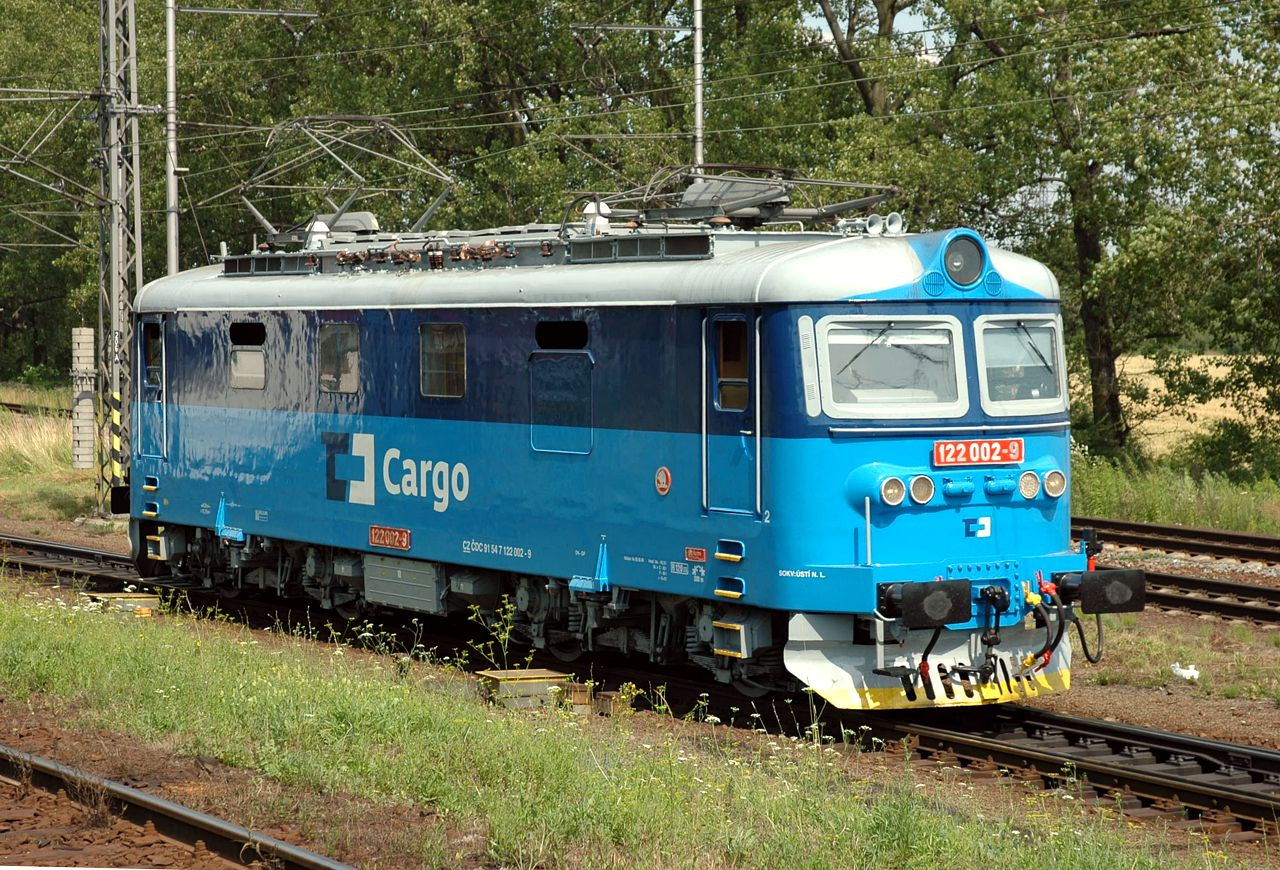
Na stacji kolejowej
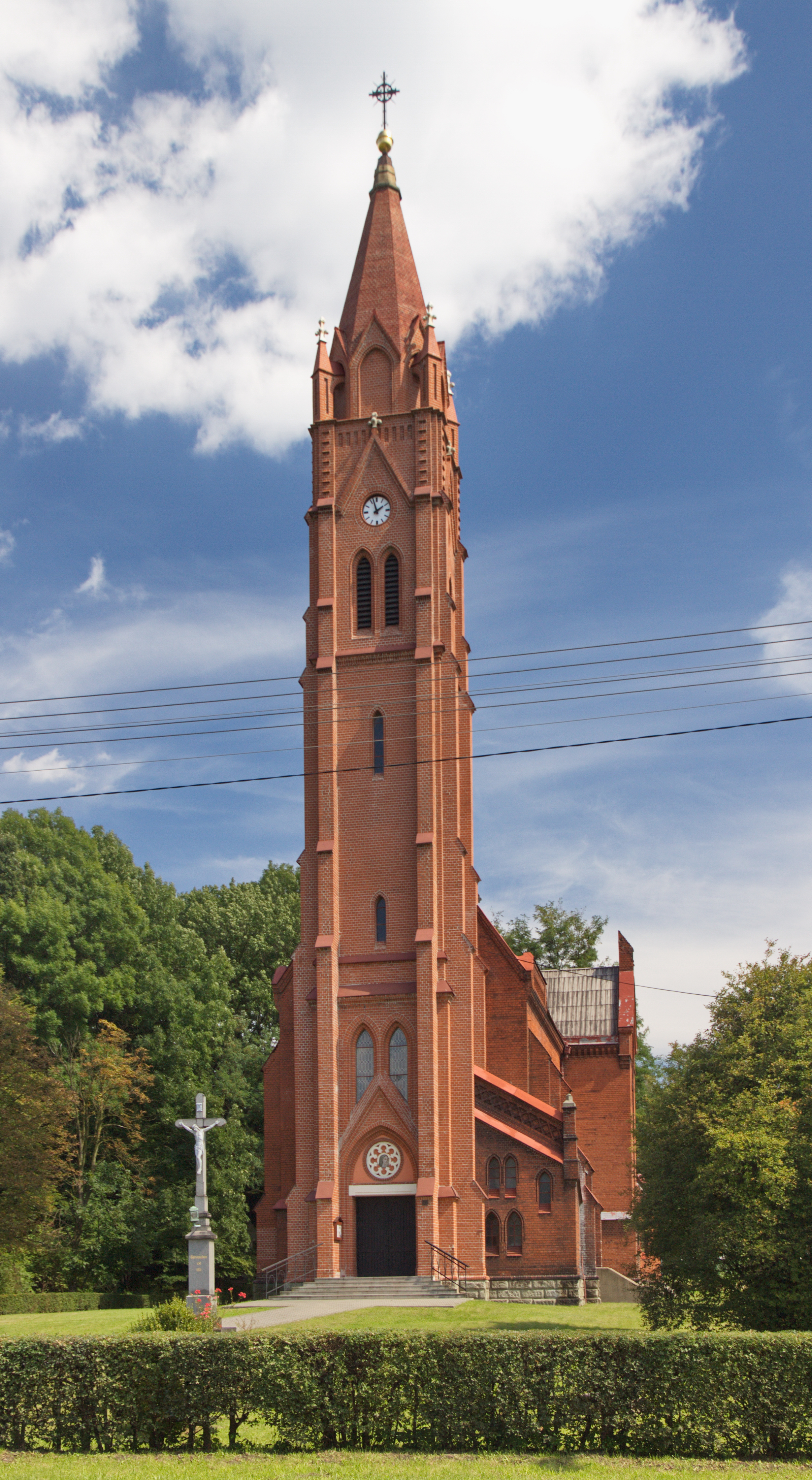
Kościół Matki Bożej Bolesnej w Skrzeczoniu
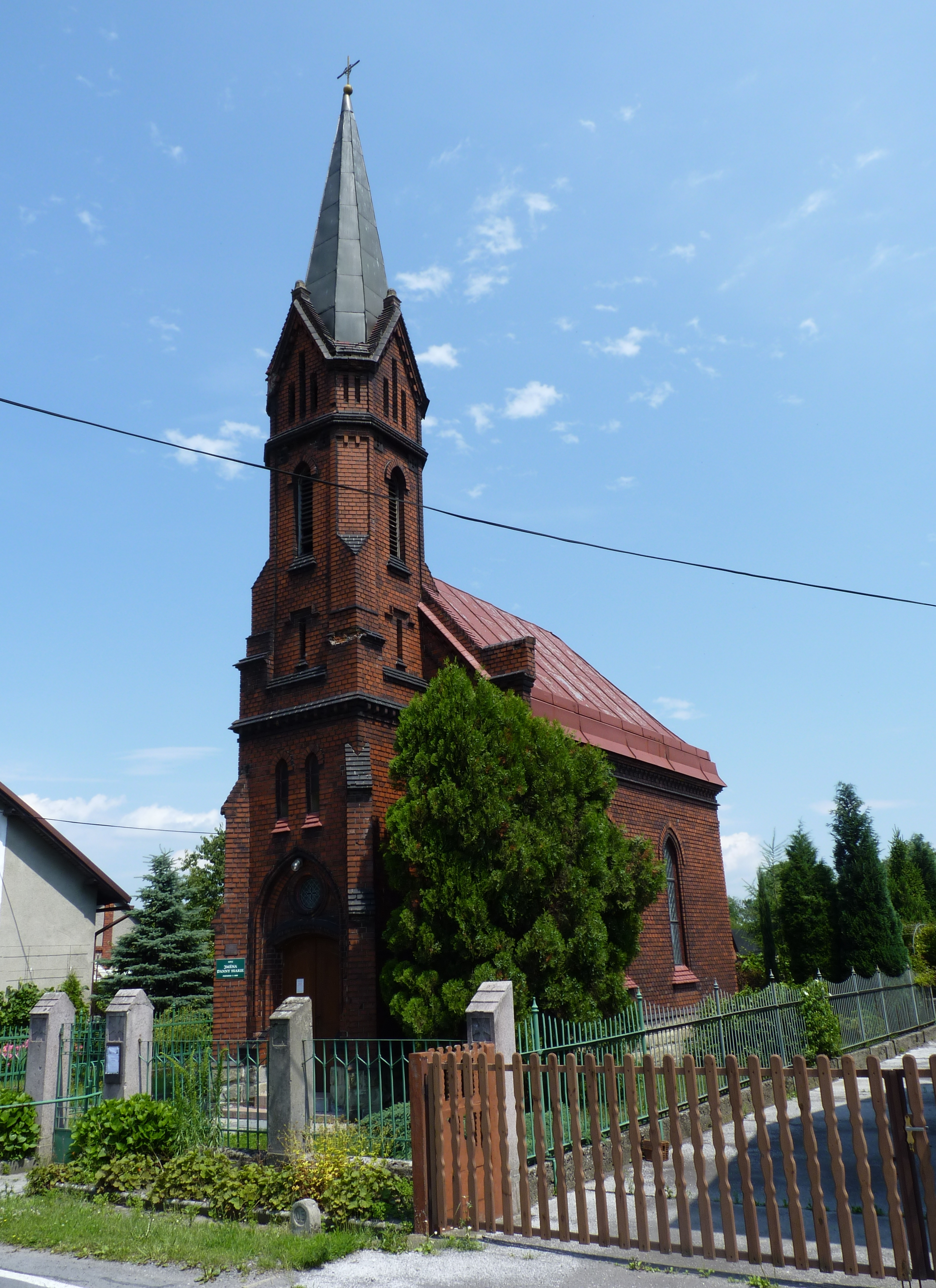
Kaplica w Szonychlu
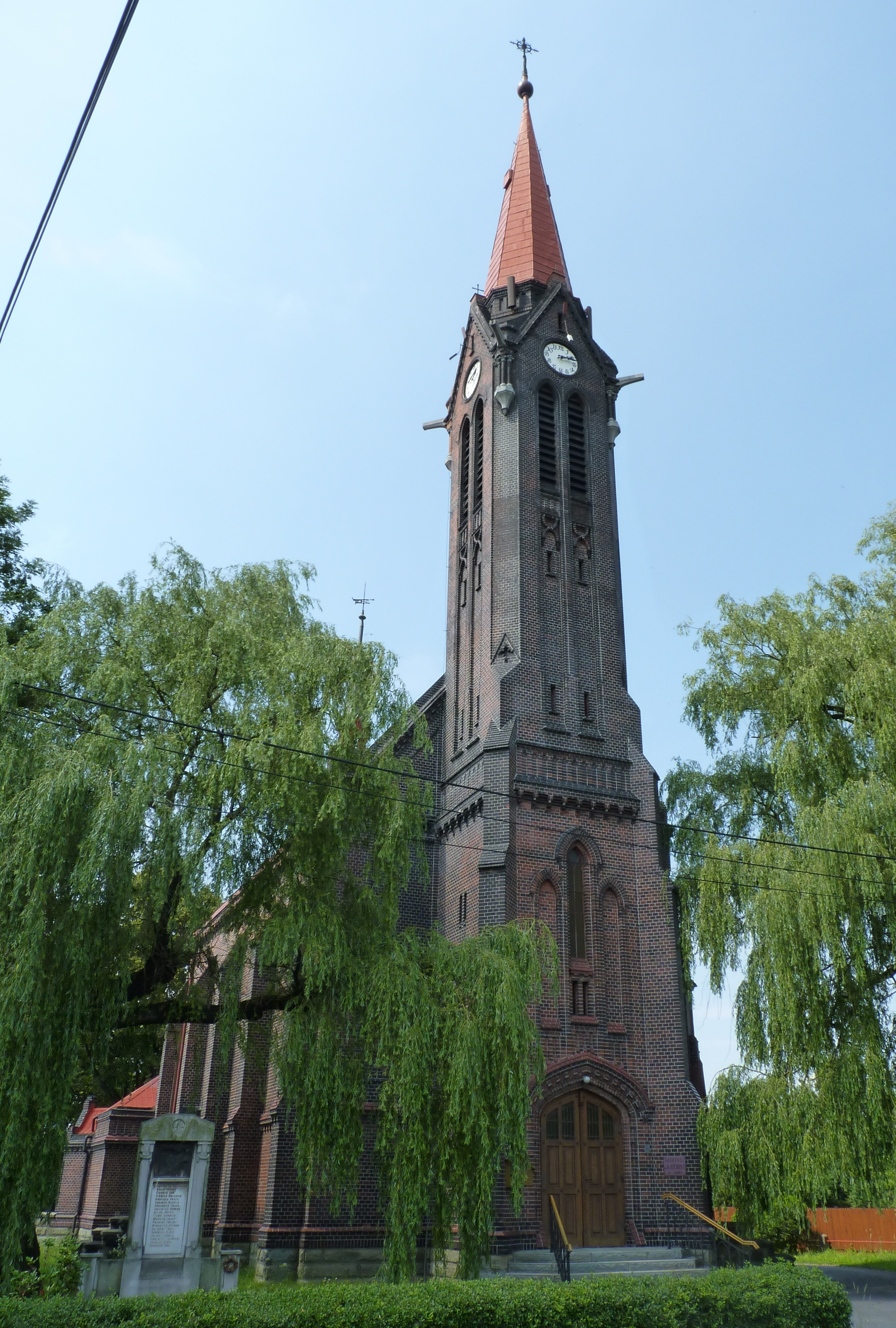
Kościół św. Katarzyny w Wierzbicy

## Miasta partnerskie
- Prudnik
- Grodków
- Zdzieszowice